# Kessler-szindróma

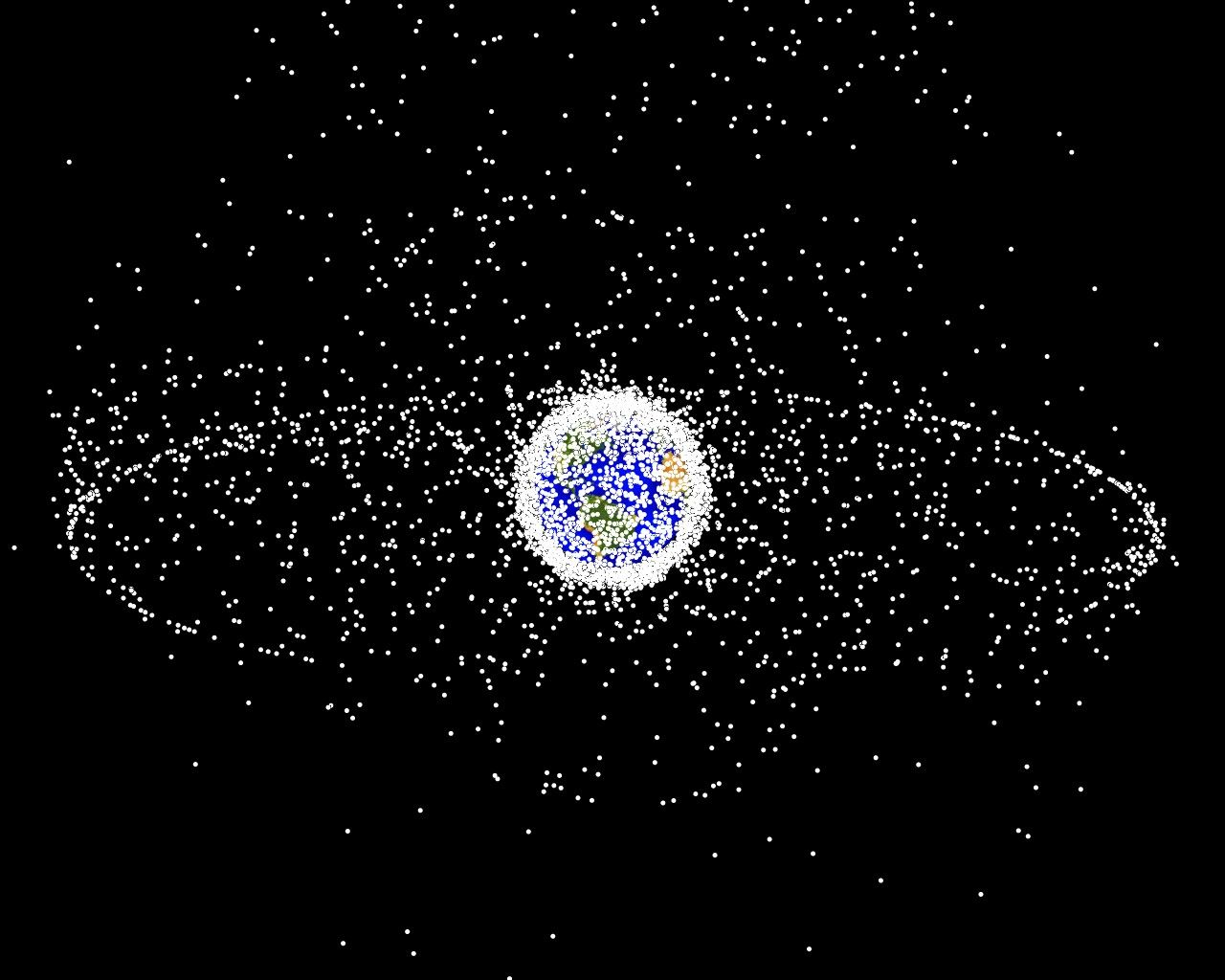
Az űrszemét eloszlása a Föld környezetében. Megfigyelhető a gyűrű alakú geostacionárius pálya és az alacsony Föld körüli pálya, ahol a szemét sűrűbben helyezkedik el. A felhőszerű törmelék a geoszinkron pályák magasságában helyezkedik el.

A Kessler-szindróma (vagy Kessler-effektus) az a jelenség, melynek során a világűrben az alacsony Föld körüli pályán keringő és egymással összeütköző szemétdarabok egyre nagyobb valószínűséggel további szemétdarabokat állítanak elő.
A jelenségre a NASA egyik tudósa, Donald J. Kessler hívta fel a figyelmet, még 1978-ban.  Tanulmányában leírta, hogy az alacsony Föld körüli pályán lévő űrszemét egy kritikus sűrűséget meghaladva olyan ütközéseket produkál, melyek valószínűsége egyre nagyobb lesz. Ennek egyik következménye lehet, hogy az űrhajózás és a műholdak működtetése akár évtizedekre lehetetlenné válik.